# P
P \ بيه ثقيلة \ هو الحرف السادس عشر في الأبجدية اللاتينية. يلفظ في اللغة الإنجليزية [pi] ويقابل في العربية بالباء الثلاثية پ وفي الجاوية بالفاء الثلاثية. نشأ الحرف من السامية القديمة ومن الإغريقية (Π أو π = «پاي»، وكذلك من الأتروسكانية واللاتينية. توجد بعض اللغات التي لا تستخدم هذا اللفظ مثل اللغة العربية، فيلفظ ويكتب عادة مثل حرف الباء. في الألفبائية الصوتية الدولية يكتب /p/.
| السامية القديمة | الفينيقية Pe | الإغريقية Pi | الأتروسكانية P | الرومانية P |
| --------------- | ------------ | ------------ | -------------- | ----------- |
|                 |              |              |                |             |

## اللفظ
في اللغة الإنجليزية يلفظ الحرف P "پ". وفي بعض الأحيان حينما يكتب قبل حرف H يلفظ «ف» /f/، ويستبدل في الملائمة اليونانية بالحرف Φ («فاي»).

## الترميز في الحاسوب
في الترميز (Unicode) يكتب P (الحرف الكبير) "U+0050"، وp (الحرف الصغير) "U+0070". وفي الآسكي (ASCII) يكتب الحرف الكبير "80" والصغير "112"، وكذلك في نظام العد الثنائي "01010000" و"01110000" على الترتيب. شيفرة كود التبادل الموسع للترميز العشري الثنائي للحرف الكبير "215"، وللصغير "151". في HTML وXML يكتب الحرف الكبير "P"، والصغير "p".

## استخدامات أخرى
- في علم الفلك، يرمز إلى بلوتو.
- في الفهارس والكتب يعني عدد الصفحات.
- في الكيمياء يرمز إلى الفوسفور.
- في الحاسوب <p> تعني بداية الفقرة في HTML.
- في السياقة تعني التوقف في محرك ناقل الحركة.
- في الاقتصاد تشير إلى مستويات السعر.
- في الرياضيات تمثل الأعداد الأولية ({\displaystyle \mathbb {P} }).
- في الفيزياء يرمز إلى العديد من الأمور منها: زخم الحركة، والضغط، والقوة، والاستقطاب.
- في فيزياء الجسيمات يرمز إلى البروتون.
- في الاحتمال والإحصاء تدل على الاحتمال.
- في النظام الدولي للوحدات، ترمز إلى البيكو (10-12) أو إلى البيتا (1015).
- في المملكة المتحدة ترمز إلى البنس (عملة).
- في مايكروسوفت ويندوز Ctrl-P تستخدم لطباعة المستندات.